# Angine de Ludwig
 Mise en garde médicale
L'angine de Ludwig, connu aussi sous le nom de angina ludovici, est une infection grave et potentiellement fatale des tissus constituant la partie inférieure de la bouche ; elle se produit habituellement chez les adultes avec des infections dentaires simultanées. Elle est baptisée du nom du médecin allemand, Wilhelm Frederick von Ludwig (en) qui a décrit pour la première fois cette infection en 1836,.

## Étymologie
Le mot « angine » vient du mot grec ankhon, signifiant étranglement. L'angine de Ludwig tire donc aussi son nom du sentiment d’étranglement qu’elle produit, il n’y a pas de sentiment de douleur à la poitrine, sauf si l’infection produite s’étend jusqu'à l'espace rétrosternal.

## Causes
La cause est habituellement une infection bactérienne, le plus souvent par des streptocoques ou des staphylocoques, bien que d'autres bactéries puissent également causer cela. Depuis l'arrivée des antibiotiques, l'angine de Ludwig est devenue une maladie rare[réf. nécessaire].
L'infection se produit dans la plupart des cas à partir des troisièmes molaires inférieures (dents de sagesse) infectées, ou lors d’une péricoronarite, qui est l’infection du sac péricoronaire (ensemble entourant la couronne) des troisièmes molaires inférieures lors de l'inclusion de celles-ci. Bien que l’angine de Ludwig apparaisse le plus souvent chez des personnes immunodéficientes, elle peut également se développer chez des individus en bonne santé. Ainsi, il est important de consulter son dentiste pour les dents de sagesse inférieures au premier signe de n'importe quelle douleur, saignement des gencives, sensibilité au chaud/froid ou si l’on perçoit des gonflements dans cette région de la cavité buccale.

## Symptômes
Les symptômes incluent les gonflements de la gencive, une douleur au niveau de la langue, un gonflement du cou plus des tissus et des espaces submandibulaires et sublinguaux, de la fièvre, une dysphagie (difficulté à avaler), et dans des cas sévères, on peut trouver des difficultés à respirer accompagnées d’un stridor (son aigu émis par la personne lorsque l'air rentre dans ses poumons).

## Traitement
Le traitement implique la prescription de médicaments antibiotiques appropriés, la surveillance et la protection des voies aériennes dans les cas graves, et, le cas échéant, la chirurgie dentaire pour extraire les dents en cause. Une intubation naso-trachéale est parfois justifiée pour la ventilation si les tissus de la bouche rendent l'insertion par voie orale difficile ou impossible.